# احقاف
سورهٔ احقاف سورهٔ ۴۶ام از قرآن است، ۳۵ آیه دارد، و سوره‌ای مکی است. کلمهٔ احقاف در آیه ۲۱ این سوره آمده‌است و به معنی شن‌زار است و سرزمین قوم عاد در جنوب عربستان را احقاف نامیده‌اند چرا که این سرزمین پوشیده از شن بود. محتوای این سوره پیرامون مقام قرآن، معاد، بیان داستان قوم عاد، عمومیت دعوت اسلام، تشویق مؤمنان و تهدید مشرکان، و دعوت پیامبر اسلام به صبر و شکیبایی و تبعیت از شیوهٔ پیامبران پیشین است.